# モルエラニの霧の中
『モルエラニの霧の中』（モルエラニのきりのなか）は、2020年制作の日本のドラマ映画。
北海道室蘭市の美しい風景とともに失われていく街の記憶をめぐる物語を、7話連作形式で描いた作品。タイトルの「モルエラニ」は、北海道の先住民族アイヌの言葉で「小さな坂道を下りた所」という意味で、室蘭の語源の一つとされている。監督の坪川拓史が室蘭市に移り住み、街で出会った人々から聞いた実話をベースに、5年の歳月をかけて制作した。

## キャスト
- 小林幹夫：大杉漣[4]
- 武藤映子：大塚寧々
- 水野圭一：水橋研二
- 水野麻里：菜葉菜
- 川上真太：河合龍之介
- 岩内裕樹：中島広稀
- 森川真帆：咲坂実杏
- 小西康久
- 大月秀幸
- 片岡正二郎
- 多田葉子
- 梅津和時
- 未原拓馬
- 張平
- 河村作次：佐藤嘉一
- 桃枝俊子
- 橋本まゆ：竹野留里
- 橋本さくら
- 久保七海：橋本麻依
- 濱長卓生
- 村田博
- 瀬川智代
- 佐藤美心
- 窪田健策
- 小林なるみ
- 橋本雄吉：菅田俊
- 岸田亮介：草野康太
- 久保桃子：久保田紗友
- 野崎芳郎：小松政夫[5]
- 吉井武治：坂本長利
- 蕗子：香川京子